# Инцкуры
Инцкуры — река в России, протекает по Ловозерскому району Мурманской области. Длина реки составляет 14 км.
Вытекает из озера Инцкуръявр, лежащего на высоте 255 метров над уровнем моря. Течёт в общем северо-западном направлении по заболоченной тундренной местности, в самых низовьях поворачивает на юго-запад. Порожиста. Устье реки находится в 22 км по правому берегу реки Лыльйок на высоте 209 метров над уровнем моря.

## Данные водного реестра
По данным государственного водного реестра России относится к Баренцево-Беломорскому бассейновому округу, водохозяйственный участок реки — реки бассейна Баренцева моря от восточной границы бассейна реки Воронья до западной границы бассейна реки Иоканга (мыс Святой Нос). Речной бассейн реки — бассейны рек Кольского полуострова, впадает в Баренцево море.
Код объекта в государственном водном реестре — 02010000912101000005341.